# Midia midas
Genre
Espèce
Synonymes
- Lepthyphantes midas Simon, 1884
- Lepthyphantes carrii Jackson, 1913

Midia midas, unique représentant du genre Cornicephalus, est une espèce d'araignées aranéomorphes de la famille des Linyphiidae.

## Distribution
Cette espèce se rencontre en Europe.  Elle a été observée en Grande-Bretagne, en France, en Allemagne, au Danemark, en Pologne, en Tchéquie, en Slovaquie, en Italie et en Roumanie.

## Publications originales
- Simon, 1884 : Les arachnides de France. Paris, vol. 5, p. 180-885 (texte intégral).
- Saaristo & Wunderlich, 1995 : Midia - a new genus for Lepthyphantes midas Simon 1884 (Arachnida: Araneae: Linyphiidae). Beiträge zur Araneologie, vol. 4, p. 311-314.